# Чофлинчени (Илфов)
Чофлинчени (рум. Cioflinceni) насеље је у Румунији у округу Илфов у општини Снагов. Oпштина се налази на надморској висини од 94 m.

## Становништво
Према подацима из 2002. године у насељу је живело 971 становника, од којих су сви румунске националности.